# Antic molí d'oli (el Soleràs)
L'Antic molí d'oli és una obra del Soleràs (Garrigues) inclosa a l'Inventari del Patrimoni Arquitectònic de Catalunya.

## Descripció
Antic molí d'oli públic del municipi; avui tan sols en resten uns pocs elements, a la porta hi ha la data de 1789. Està situat al peu de la carretera que va cap a Lleida. El seu estat és força ruïnós. Veiem una construcció de pedra que deuria ser l'estructura dels murs, com a mínim en el seu interior. Aquesta està coberta amb una argamassa de pedres i fang. A més d'aquests fragments de paret resten dempeus part dels arcs i pilastres que sostenien les premses i feien de contraforts. En un d'ells hi ha la data de 1789.